# Petrovice (okres Rakovník)
Petrovice (německy Petrowitz) jsou obec ve Středočeském kraji. Nachází se asi osm kilometrů jihozápadně od Rakovníka a žije v ní 278 obyvatel.

## Historie obce
Křivoklátský hejtman Petr Holý z Chrástu získal roku 1507 ves Hlivojedy a roku 1510 ves Jezvece, založil přibližně na půl cesty mezi nimi novou osadu, které po něm dodnes nese jméno Petrovice. První zmínka o Petrovicích je z roku 1520. Krátce po údajném zjevení Panny Marie u místního pramene bylo zjištěno, že voda v této studánce má díky obsahu železa a kyseliny uhličité léčivé účinky. Petrovice se tak staly cílem poutníků, zvláště těch, kteří trpěli kloubními nemocemi. V dnešní době se zde každoročně (vždy první neděli v červenci) koná tzv. Mariánská pouť. Ve 111 domech k roku 2001 žilo 242 obyvatel.

### Územněsprávní začlenění
Dějiny územněsprávního začleňování zahrnují období od roku 1850 do současnosti. V chronologickém přehledu je uvedena územně administrativní příslušnost obce v roce, kdy ke změně došlo:
- 1850 země česká, kraj Praha, politický i soudní okres Rakovník[5]
- 1855 země česká, kraj Praha, soudní okres Rakovník
- 1868 země česká, politický i soudní okres Rakovník
- 1939 země česká, Oberlandrat Kladno, politický i soudní okres Rakovník[6]
- 1942 země česká, Oberlandrat Praha, politický i soudní okres Rakovník[7]
- 1945 země česká, správní i soudní okres Rakovník[8]
- 1949 Pražský kraj, okres Rakovník[9]
- 1960 Středočeský kraj, okres Rakovník
- 2003 Středočeský kraj, obec s rozšířenou působností Rakovník

### Rok 1932
V obci Petrovice u Rakovníka (567 obyvatel, poštovní úřad, telegrafní úřad, telefonní úřad, četnická stanice, katol.  kostel) byly v roce 1932 evidovány tyto živnosti a obchody: lékař, autodoprava, dvě cihelny, obchod s umělými hnojivy, holič, tři hostince, kolář, kovář, 3 krejčí, lihovar, porodní asistentka, řezník, sadař, 7 obchodů se smíšeným zbožím, spořitelní a záložní spolek pro Petrovice u Rakovníka, šrotovník, trafika, truhlář, velkostatek a dvě zahradnictví.

## Doprava
Obcí vede silnice II/229 Rakovník–Kralovice. Železniční trať ani stanice na území obce nejsou. Nejbližší železniční stanicí je Zavidov ve vzdálenosti 1,5 kilometru na trati z Rakovníka do Kralovic.

## Pamětihodnosti
Ve vsi se nachází barokní kostel Navštívení Panny Marie, vybudovaný v letech 1714–1715 hrabětem Janem Josefem z Valdštejna poblíž tzv. Boží studánky, kde se v 17. století podle pověsti třem místním dívkám zjevila Panna Marie. Hlavní oltář kostela pochází z roku 1891. Východně od kostela stojí barokní budova fary (čp. 31) pocházející z roku 1715. Pod kostelem rostou dvě památné lípy malolisté.
Petrovický zámek byl postaven po roce 1709 Janem Josefem z Valdštejna na místě původní tvrze. V 19. století byl upraven do dochované klasicistní podoby.

## Osobnosti
- Vlasta Štáflová (1907–1945), česká spisovatelka, publicistka a horolezkyně
- Alfred Waldau (1837–1882), německy mluvící spisovatel a překladatel

## Galerie

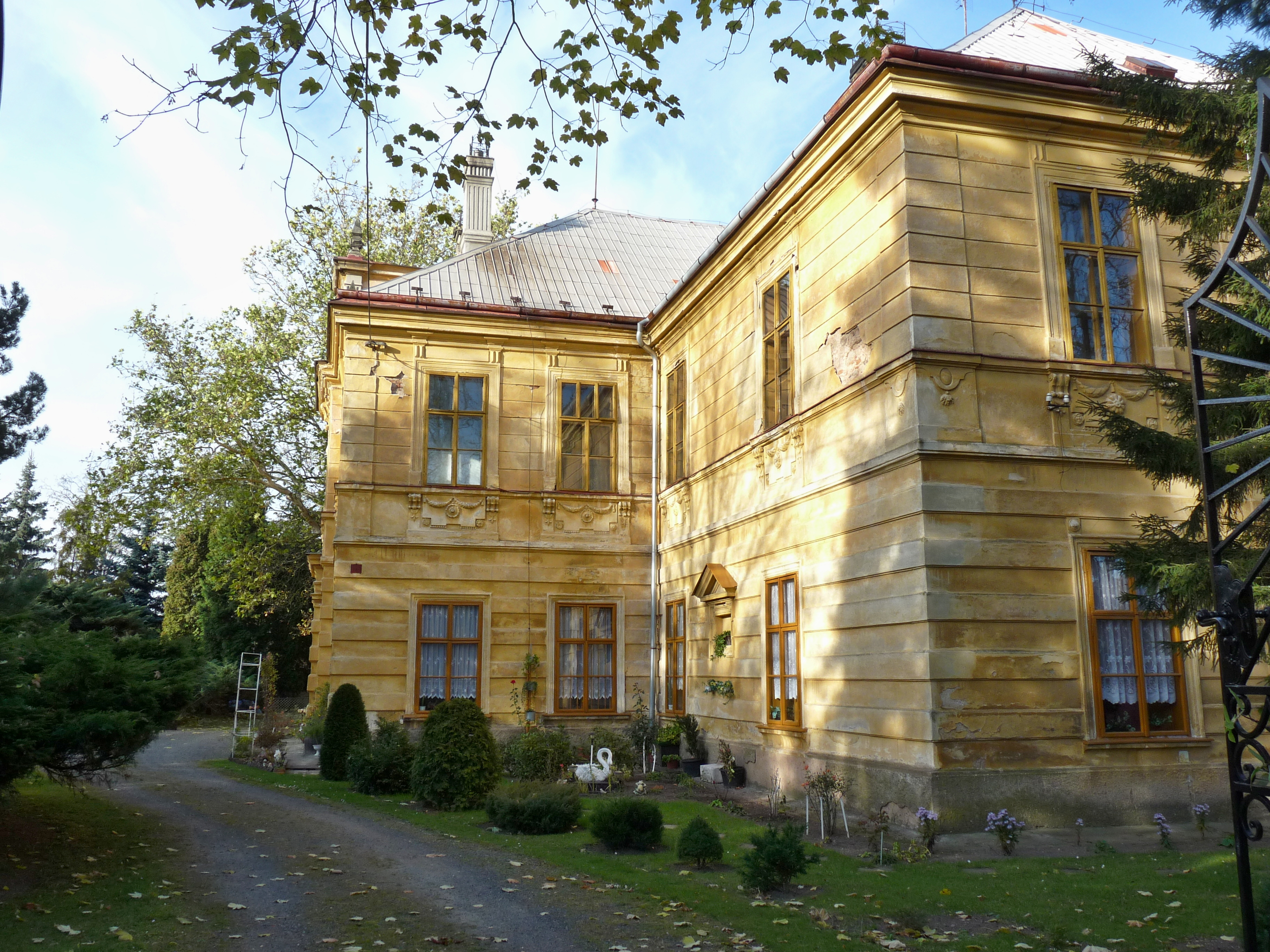
Zámek
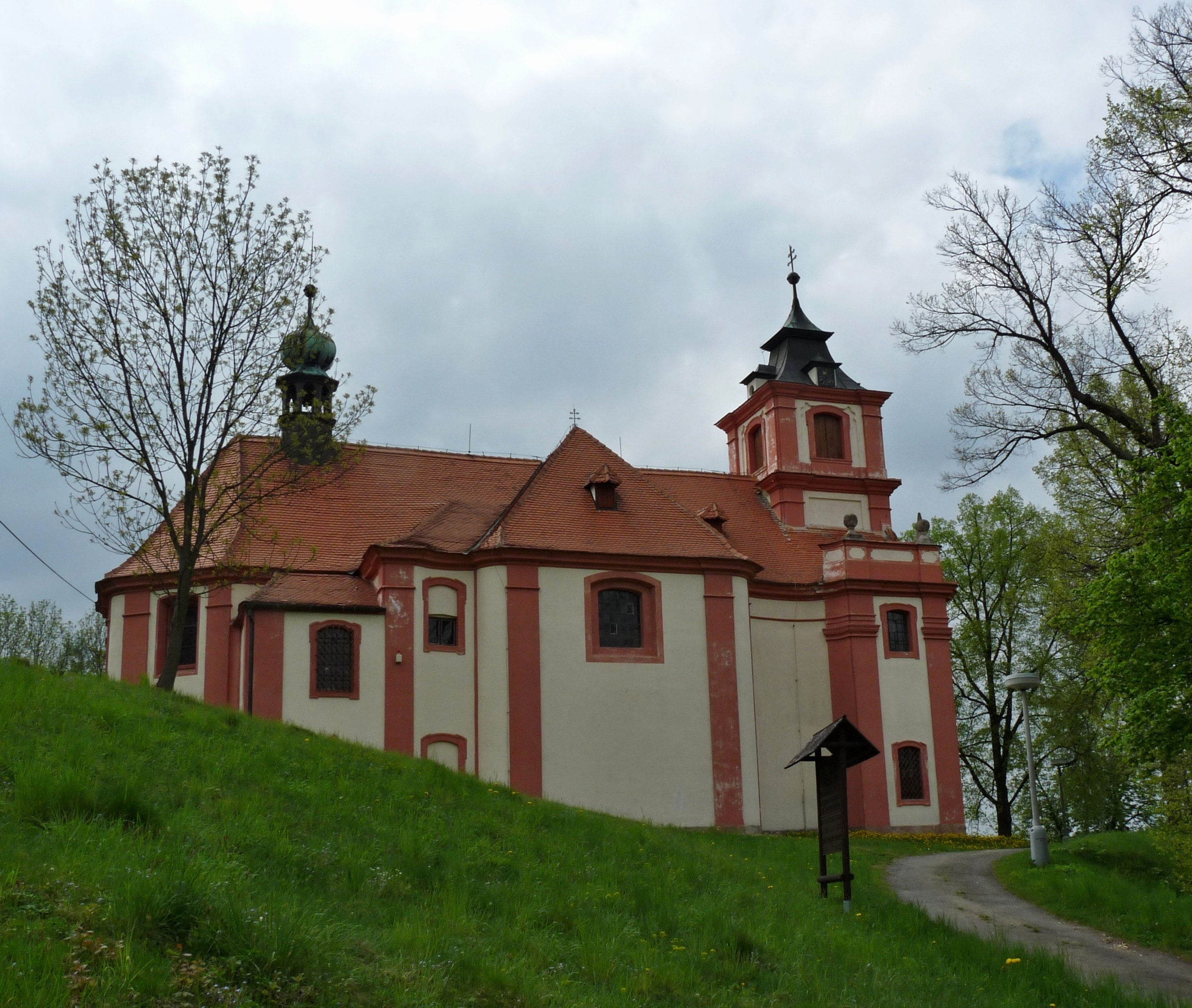
Kostel Navštívení Panny Marie
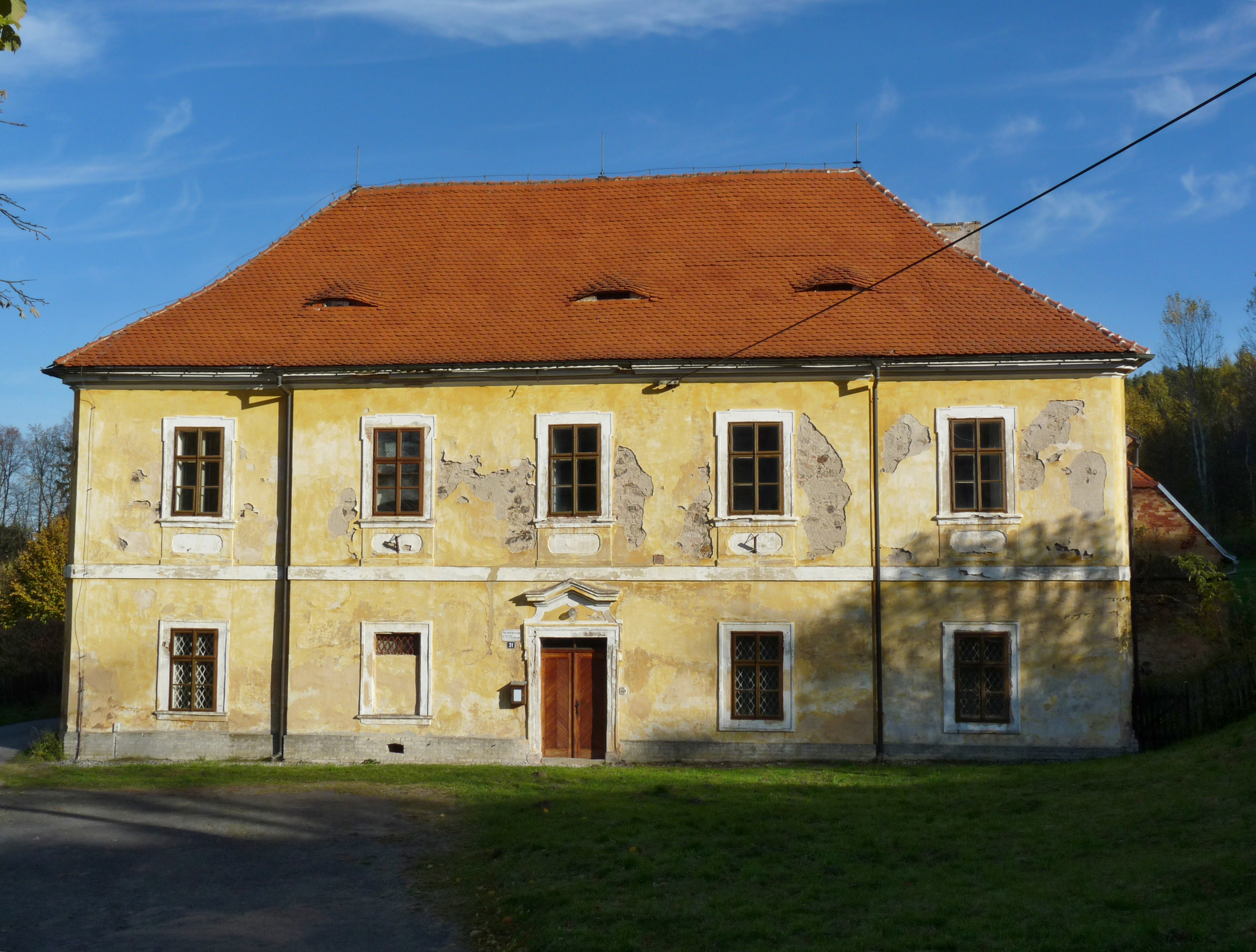
Fara
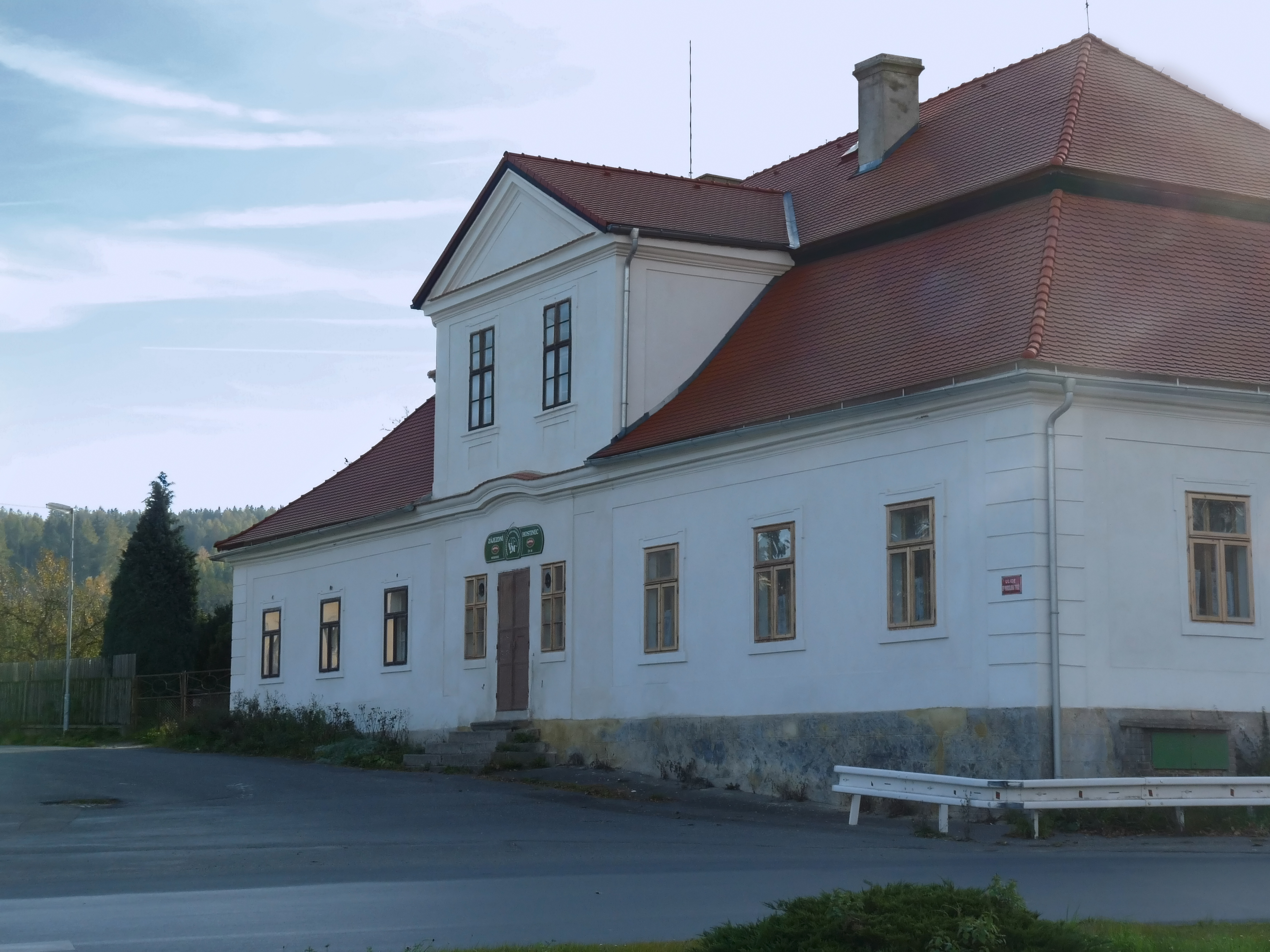
Hospoda čp. 10